# Ernesto Corti
Ernesto Corti (Córdoba, 21 de marzo de 1963) es un exfutbolista argentino y entrenador.
Surgió de las divisiones inferiores de Instituto, donde tuvo su debut en 1982. En su paso por River Plate fue capitán jugó 235 partidos. Fue jugador de la Selección de fútbol de Argentina.

## Trayectoria
Como director técnico de Instituto, se consagró Campeón logrando el ascenso en la temporada 1998-99. Fue entrenador de inferiores en River y Deportivo Toluca.
En 2016 llega al Santa Tecla FC de El Salvador donde se corona campeón del Apertura 2016 y campeón del Clausura 2017 adjudicándose el Bicampeonato de la liga y logra conquistar la Copa El Salvador 2017.
En 2018/2019 estuvo como auxiliar técnico del Deportivo Toluca donde llega a la final de la Liga MX y final de Copa MX, terminando como subcampeón de las dos competiciones.
En 2020 llega al C. D. Águila de El Salvador donde termina invicto en el torneo regular y llega a la final, terminando como subcampeón del torneo apertura 2020 de El Salvador.
En el 2020 los hinchas de Instituto Atlético Central Córdoba eligieron nuevos nombres para sus vestuarios y tribunas, donde el vestuario visitante lleva el nombre de Ernesto Corti.
Dirigió a C. D. Águila de la Liga Mayor de Fútbol de El Salvador, donde se consagró Campeón del Apertura 2023.

## Clubes

### Como jugador
| Club          | País      | Año       |
| ------------- | --------- | --------- |
| Instituto     | Argentina | 1982-1984 |
| Villa Dalmine | Argentina | 1985      |
| Instituto     | Argentina | 1985-1987 |
| River Plate   | Argentina | 1987-1990 |
| Toluca        | México    | 1990-1993 |
| River Plate   | Argentina | 1993-1996 |
| Instituto     | Argentina | 1996-1998 |

### Como entrenador
| Club                     | País        | Año        |
| ------------------------ | ----------- | ---------- |
| Instituto                | Argentina   | 1999- 2000 |
| Instituto                | Argentina   | 2001       |
| River Plate (Inferiores) | Argentina   | 2003       |
| Toluca (D.T Sub-20)      | México      | 2015-2016  |
| Santa Tecla FC           | El Salvador | 2016-2017  |
| Deportivo Águila         | El Salvador | 2020-2021  |
| Cobán Imperial           | Guatemala   | 2021       |
| Santa Tecla FC           | El Salvador | 2022-2023  |
| Club Deportivo Águila    | El Salvador | 2023-2024  |
| Alianza Futbol Club      | El Salvador | 2025-      |

### Como Auxiliar Técnico
| Club                    | País      | Año       |
| ----------------------- | --------- | --------- |
| River Plate             | Argentina | 2004-2005 |
| Rosario Central         | Argentina | 2006      |
| Colón                   | Argentina | 2007      |
| Estudiantes             | Argentina | 2008-2009 |
| River Plate             | Argentina | 2009-2010 |
| Cerro Porteño           | Paraguay  | 2011      |
| Independiente Rivadavia | Argentina | 2011-2012 |
| Toluca                  | México    | 2018-2019 |
| Toluca                  | México    | 2021      |

## Palmarés

### Como jugador
| Título              | Club        | País      | Año     |
| ------------------- | ----------- | --------- | ------- |
| Copa Interamericana | River Plate | Argentina | 1987    |
| Primera División    | River Plate | Argentina | 1989-90 |
| Primera División    | River Plate | Argentina | A-1993  |
| Primera División    | River Plate | Argentina | A-1994  |
| Copa Libertadores   | River Plate | Argentina | 1996    |

### Como entrenador
| Título                          | Club                  | País        | Año     |
| ------------------------------- | --------------------- | ----------- | ------- |
| Primera B Nacional              | Instituto             | Argentina   | 1999    |
| Primera División de El Salvador | Santa Tecla FC        | El Salvador | A-2016  |
| Primera División de El Salvador | Santa Tecla FC        | El Salvador | C-2017  |
| Copa El Salvador                | Santa Tecla FC        | El Salvador | 2016-17 |
| Primera División de El Salvador | Club Deportivo Águila | El Salvador | A-2023  |
| Primera División de El Salvador | Alianza Fútbol Club   | El Salvador | C-2025  |

### Como auxiliar técnico
| Título           | Club        | País      | Año    |
| ---------------- | ----------- | --------- | ------ |
| Primera División | River Plate | Argentina | C-2004 |

### Otros logros
- Subcampeón de la Copa Sudamericana 2008 con Estudiantes de la Plata
- Subcampeón del Apertura 2017 con Santa Tecla Futbol Club
- Subcampeón de la Copa México Clausura 2018 con Club Deportivo Toluca
- Subcampeón del Torneo Clausura 2018 (México) con Club Deportivo Toluca
- Subcampeón del Apertura 2020 con Club Deportivo Águila

- Ernesto Corti

- Datos: Q16298527